# Tristan Murail
 (août 2011).
Tristan Murail est un compositeur français né au Havre le 11 mars 1947. Il est, avec Gérard Grisey, l'un des principaux fondateurs et théoriciens de la musique spectrale.

## Biographie
Après des études en économie, en arabe et en sciences politiques, Tristan Murail entame ses études musicales en 1967 au Conservatoire de Paris, dans la classe d'Olivier Messiaen. Il obtient un premier prix de composition en 1971. Entre 1971 et 1973, il est pensionnaire à l'Académie de France à Rome (Villa Médicis). Il y fera une rencontre cruciale : Giacinto Scelsi et sa musique. De retour à Paris, il fonde en 1973 l'Ensemble l'Itinéraire avec Roger Tessier, qui réunit interprètes et compositeurs pour diffuser et développer de nouveaux modes de jeux en utilisant notamment les instruments de musique électronique, puis l'informatique musicale.
Les pièces majeures de Murail comprennent de grandes pièces orchestrales telles que Gondwana, Time and Again, et plus récemment, Serendib et L'Esprit des dunes. Murail a également composé un ensemble de pièces solos pour des instruments divers dans son cycle Random Access Memory, dont la sixième, Vampyr !, est considérée une pièce classique rare pour guitare électrique.
En plus de tirer une grande partie du matériel musical de la série harmonique sur un mi grave - généralement la note la plus basse de l'instrument - le compositeur fait également référence au timbre et au style de performance des guitaristes de la tradition rock, citant Carlos Santana et Eric Clapton comme exemples dans ses compositions.
Il a publié de nombreux articles, notamment dans la revue musicologique Entre-temps, contribuant à poser les fondements théorique et analytiques de la musique spectrale (la Révolution des sons complexes, Spectres et lutins, Questions de cible). Il y exprime tout ce que les découvertes de l'acoustique musicale et de l'informatique musicale ont de richesse à apporter aux compositeurs.
Découverte d'un nouveau monde sonore comportant l'électronique, sa musique est dans un premier temps composée sur une continuité : celle du matériau sonore. Ensuite, l'idée de « processus » qui correspond à une modification progressive d'un état sonore pour en obtenir un second, va imprégner ses œuvres. Processus qui peuvent se réduire à un son, un geste ou qui peuvent gérer d'autres processus. Les processus permettent également de concilier les contraires, d'absorber, d'intégrer.
Sa musique tend à présent vers plus de mobilité et de vigueur.
Après avoir enseigné l'informatique musicale à l'IRCAM et, à partir de 1997, la composition à l'université Columbia à New York jusqu'en 2011.
Tristan Murail travaille actuellement sur un cycle de musique de chambre intitulé Portulan, d'après un recueil poétique de son père Gérard Murail pour effectif varié.
Il est le frère des écrivains Lorris Murail, Marie-Aude Murail et Elvire Murail.
Les compositeurs Julian Anderson, Marc-André Dalbavie, Pierre Charvet, Suguru Goto et Joshua Fineberg font partie de ses élèves.
Ses œuvres sont éditées aux Éditions Musicales Transatlantiques et aux Éditions Henry Lemoine. Sa musique a été enregistrée sur les labels Una Corda, Metier, Adés et MFA-Radio France.
En 2023, il est lauréat du Prix Sibelius de Wihuri.

## Œuvres

### Musique d'orchestre
- 1970, Altitude 8000
- 1972, Au-delà du Mur du son, pour grand orchestre
- 1974-1975, Sables
- 1979, Les Courants de l'espace, pour ondes Martenot et petit orchestre
- 1980, Gondwana
- 1985, Sillages
- 1985, Time and again
- 1990-1991, La Dynamique des fluides
- 1996, Le partage des eaux, pour grand orchestre
- 2003-2004, Terre d'ombre, grand orchestre et sons électroniques
- 2007, Contes cruels, pour 2 guitares électriques et orchestre
- 2010, Les Sept Paroles, pour orchestre, chœur et électronique
- 2012, Le Désenchantement du monde, concerto symphonique pour piano et orchestre
- 2013, Reflections / Reflets I - Spleen[7]
- 2013, Reflections / Reflets II - High Voltage / Haute tension[8]
- 2017, Reflections / Reflets III - Vents et marées / Tidal winds
- 2019, De Pays et d'Hommes Étranges, concerto pour violoncelle et orchestre de chambre

### Ensembles, de 10 à 22 instruments
- 1969, Couleur de Mer, pour 15 instruments
- 1973, La Dérive des continents, pour alto solo et orchestre à cordes
- 1976, Mémoire / Erosion, pour cor et 9 instruments,
- 1982, Désintégrations, pour 17 instruments et sons électroniques
- 1992, Serendib, pour ensemble de 22 musiciens
- 1993-1994, L'Esprit des dunes, pour ensemble
- 2001, Le lac, pour ensemble
- 2005, Pour adoucir le cours du temps, pour 18 instruments et électronique
- 2006, Légendes urbaines, pour 22 instruments
- 2008, Liber Fulguralis, pour ensemble instrumental, synthèse électronique et vidéo
- 2009, En moyenne et extrême raison, pour ensemble et sons électroniques
- 2014, Un Sogno, pour ensemble et électronique
- 2017, Near Death Experience d'après L'Ile des morts d'Arnold Böcklin, pour ensemble et vidéo

### Ensembles dirigés, de 4 à 9 instruments
- 1972 (rév. 1992), L'attente, pour 7 instruments
- 1978, Ethers, pour flûte et ensemble instrumental
- 1978, Treize couleurs du soleil couchant, pour 5 instruments
- 1988, Vues aériennes, pour cor, violon, violoncelle, piano
- 1989, Allégories, pour 6 instruments et sons électroniques
- 1996, Bois flotté, pour piano, trombone, trio à cordes, sons de synthèse et dispositif électronique
- 1998, Feuilles à travers les cloches, extrait de Portulan, pour flûte, violon, violoncelle et piano
- 1993, La Barque mystique, pour cinq instruments
- 2000, Winter Fragments, pour flûte, clarinette, piano, violon, violoncelle et dispositif électronique
- 2006, Seven Lakes Drive, extrait de Portulan, pour flûte, clarinette, cor, piano, violon et violoncelle
- 2011, La Chambre des cartes, extrait de Portulan, pour 8 instruments
- 2011, Lachrymae, pour flûte en sol et quintette à cordes
- 2011, Paludes, extrait de Portulan, pour flûte en sol, clarinette, violon, alto et violoncelle
- 2012, The Bronze Age, pour flûte, clarinette, trombone, violon, violoncelle et piano

### Musique de chambre
- 1970, Où Tremblent les Contours, pour 2 altos
- 1971, Mach 2,5, pour deux ondes Martenot
- 1971, Les Miroirs étendus, pour ondes Martenot et piano
- 1973, Les Nuages de Magellan, pour 2 ondes Martenot, guitare électrique et percussions
- 1974, Tigres de verre, pour ondes Martenot et piano
- 1986, Atlantys, pour 2 synthétiseurs DX7 Yamaha, extrait de Random Access Memory
- 1986, Vision de la Cité Interdite, pour 2 synthétiseurs DX7 Yamaha, extrait de Random Access Memory
- 1990, Le Fou à pattes bleues, pour flûte (sol et ut) et piano
- 2006, Les Ruines circulaires, extrait de Portulan, pour clarinette et violon
- 2008, Garrigue, extrait de Portulan, pour flûte basse (ou flûte en sol), alto, violoncelle et percussions
- 2011, Dernières nouvelles du vent d'ouest, extrait de Portulan, pour alto, cor, piano et percussions
- 2015, Travel Notes, pour 2 pianos et 2 percussions
- 2016, Sogni, ombre et fumi, pour quatuor à cordes
- 2018, Une lettre de Vincent, pour flûte et violoncelle
- 2018, Stalag VIIIA, pour violon, clarinette, violoncelle et piano
- 2019, Kinderszenen de Robert Schumann, relecture pour flûte, violoncelle et piano

### Solos
- 1972, Estuaire, 2 pièces pour piano
- 1976, C'est un jardin secret, ma sœur, ma fiancée, une fontaine close, une source scellée pour alto solo
- 1977, Tellur, pour guitare
- 1977, Territoires de l'oubli, pour piano
- 1982, La Conquête de l'Antarctique, pour ondes Martenot
- 1984, Vampyr !, pour guitare électrique, extrait de Random Access Memory
- 1992, Attracteurs étranges, pour violoncelle
- 1992, Cloches d'adieu, et un sourire... in memoriam Olivier Messiaen, pour piano
- 1993, La Mandragore, pour piano
- 1994, C'est un jardin secret, ma sœur, ma fiancée, une fontaine close, une source scellée pour violoncelle
- 1995, Unanswered questions, pour flûte
- 1998, Comme un œil suspendu et poli par le songe... , pour piano
- 2002, Les Travaux et les Jours pour piano
- 2018, Cailloux dans l'eau pour piano
- 2019, Le Rossignol en amour pour piano
- 2021, Mémorial pour piano
- 2021, Résurgence pour piano

### Musique vocale
- 1995-2004, ...amaris et dulcibus aquis...[9], pour chœur mixte et sons électroniques. Cf. Fiche de l'œuvre présentée par l'auteur
- 2016, La Vallée close, sur des sonnets de Pétrarque, pour mezzo-soprano, clarinette, violon, alto et violoncelle
  - Cette œuvre fait allusion à la Fontaine de Vaucluse (Vallis clausa) et aux longs séjours qu'y faisait le poète italien, grand novateur. La référence aux Trois sonnets de Pétrarque (des Années de pèlerinage) de Franz Liszt, autre grand novateur, est également présente. L'auteur évoque de même les poèmes de René Char (natif de L'Isle sur la Sorgue) et leur mise en musique par Pierre Boulez.

## Récompenses et distinctions
- Prix du président de la République, Académie Charles-Cros 1992
- Prix du président de la République, Académie Charles-Cros 2014

Il est membre du jury du prix de composition Tōru Takemitsu en 2010